# Даніел Карвальйо
Даніел Карвальйо (порт. Daniel Carvalho, нар. 1 березня 1983, Пелотас) — бразильський футболіст, що грав на позиції півзахисника.
Найбільш відомий за виступами у клубі ЦСКА (Москва) і збірній Бразилії, чемпіон світу серед молодіжних команд, володар Кубка УЄФА. У 2005 році визнаний найкращим гравцем чемпіонату Росії.

## Клубна кар'єра
Народився 1 березня 1983 року в бразильському промисловому містечку Пелотас. Як і більшість співвітчизників, з дитячих років захоплювався футболом, а в 1996 році був прийнятий в школу клубу «Інтернасьйонал». До основного складу Карвальйо потрапив в 2001 році і провів там три сезони, взявши участь у 66 матчах чемпіонату, а також двічі поспіль виграв чемпіонат штату Ріу-Гранді-ду-Сул у 2002 і 2003 роках.
Своєю грою за цю команду привернув увагу представників тренерського штабу клубу ЦСКА (Москва), до складу якого приєднався 6 лютого 2004 року. Російський дебют бразильця відбувся 7 березня, коли в матчі за Суперкубок країни він у додатковий час забив гол «Спартаку» і приніс своїй команді перемогу. У 2004 році Карвальйо довгий час переслідували травми, тому на полі він з'являвся рідко, отримавши, тим не менш, срібні медалі чемпіонату країни, але вже у наступному 2005 році Карвальйо став лідером «армійців». Саме через нього стала будуватись атака команди, яка зробила ЦСКА найсильнішою командою країни, яка двічі поспіль у 2005 та 2006 роках вигравала «золотий дубль», а також вперше серед російських клубів здобула єврокубок — Кубок УЄФА, при цьому саме Карвальйо був визнаний найкращим гравцем тріумфального фіналу Кубка УЄФА 2005 році, в якому віддав усі три результативні передачі своєї команди, а згодом став першим легіонером, який був названий футболістом року в Росії, при цьому як за версією тижневика «Футбол», так і газети «Спорт-Експрес» (2005).

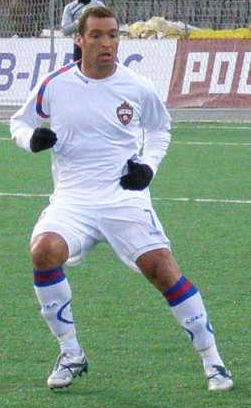
Даніел Карвальйо під час виступів за ЦСКА (Москва). 2009 рік.

У наступному сезоні 2006 року бразилець продовжував залишатися лідером команди, а команда виграла Суперкубок і Кубок Росії, а в листопаді оформила чергове чемпіонство в першості країни. Втім з наступного сезону 2007 року Карвальйо втратив місце в основі, оскільки на початку сезону у Карвальйо стався рецидив старої травми лівого коліна. 13 квітня він був прооперований в Лондоні, після чого стало ясно, що бразилець повернеться на поле лише восени, а сам бразилець за цей час сильно набирав вагу. За його власним визнанням лікарі ЦСКА стали колоти йому стероїди, щоб підвищити у гравця м'язову масу. Пізніше сам футболіст сказав, що його неправильно зрозуміли, і що йому кололи не допінг, а робили якісь невідомі йому ін'єкції, від яких він міг набрати вагу.
У грудні 2007 року Даніел Карвальйо продовжив контракт з ЦСКА на два роки. Наприкінці липня 2008 року був відданий в оренду назад в «Інтернасьонал» до грудня того ж року, допомігши рідному клубу виграти Південноамериканський кубок.
Після закінчення оренди повернувся в московський клуб, але основним гравцем «армійців» вже далеко не вважався, його місце у складі міцно зайняв Алан Дзагоєв. Тим не менш у тому ж 2009 році бразилець виграв з ЦСКА свої останні трофеї, здобувши Кубок і Суперкубок Росії. А вже 4 січня 2010 року було повідомлено, що Карвальйо буде виступати на правах оренди за катарський клуб «Аль-Арабі»
У травні 2010 року Карвальйо підписав контракт з «Атлетіко Мінейро» і повернувся на батьківщину, де провів наступні півтора року, а 9 січня 2012 року підписав контракт з «Палмейрасом» терміном до 31 грудня 2012 року з можливістю продовження ще на 2 роки. У тому ж році «Палмейрас» хоч і виграв Кубок Бразилії, вилетів у Серію Б. Тому «Палмейрас» відмовився від послуг Карвальйо, контракт якого був розрахований до кінця сезону.
22 березня 2013 року Карвальйо приєднався до новачка Серії A клубу «Крісіума», але вже 19 жовтня того ж року клуб і гравець достроково розірвали контракт. Після цього Даніел дебютував у бразильському міні-футболі і став виступати за команду «Пелотас». За словами 30-річного плеймейкера, часті травми і неможливість набрати потрібні фізичні кондиції стали основною причиною, по якій він залишив великий футбол.
У лютому 2015 року з'явилася інформація, що Даніел тренується разом із «Ботафогу», і, якщо проявить себе, то буде підписаний контракт. 27 квітня було офіційно оголошено про підписання контракту на 1 рік. Протягом сезону Карвальйо зіграв за клуб 30 матчів у чемпіонаті і допоміг виграти Серію Б, а в подальшому грав у цьому ж дивізіоні за клуби «Гояс» та «Оесте», а завершував ігрову кар'єру у клубі другого дивізіону штату Ріу-Гранді-ду-Сул «Пелотас».

## Виступи за збірні
Протягом 2002—2004 років залучався до складу молодіжної збірної Бразилії, у складі якої в 2003 році виграв молодіжний чемпіонат світу і з трьома голами був визнаний найкращим гравцем цього турніру. Всього на молодіжному рівні зіграв у 20 офіційних матчах, забив 7 голів.
У 2006 році після чемпіонату світу, що завершився для національної збірної Бразилії провалом, у збірній почались значні зміни і 16 серпня Карвальйо отримав виклик в національну команду. У дебютному матчі проти Норвегії (1:1) він забив єдиний гол своєї збірної.
Протягом кар'єри у національній команді, яка тривала 1 рік, провів у формі головної команди країни 3 матчі, забивши 1 гол.

## Титули і досягнення

### Командні
- Чемпіон світу (U-20): 2003
- Чемпіон штату Ріу-Гранді-ду-Сул (2): 2002, 2003
- Чемпіон Росії (2): 2005, 2006
- Володар Кубка Росії (4): 2004–05, 2005–06, 2007–08, 2008–09
- Володар Суперкубка Росії (3): 2004, 2006, 2009
- Володар Кубка УЄФА (1): 2004–05
- Володар Південноамериканського кубка (1): 2008
- Володар Кубка Бразилії (1): 2012
- Чемпіон штату Гояс (1): 2016

### Особисті
- Футболіст року в Росії: 2005 як за версією газети «Спорт-Експрес», так і за версією тижневика «Футбол»
- У списку 33-х найкращих футболістів чемпіонату Росії: 2005, 2006